# Спомен-збирка Павла Бељанског
Спомен-збирка Павла Бељанског у Новом Саду је специјализована музејска установа која поседује, проучава, публикује и излаже уметничка дела која је сакупио Павле Бељански, (1892—1965), југословенски дипломата и колекционар, и, посредством Аутономне Покрајине Војводине, поклонио српском народу 1957. године. Она је смештена у посебно изграђеном здању које је пројектовао архитекта Иво Куртовић у ком је отворена за јавност 1961. године са 173 уметничка дела.

## Збирка
Павле Бељански је готово целог живота сакупљао уметничка дела. Непосредно после Првог светског рата почео је да прикупља уметничка дела иностраних мајстора, али је убрзо видео да је то позамашни захват који је напустио 1923. године. Тада се окренуо сакупљању дела српских уметника. Данас Колекција има 185 дела 37 аутора - слика, скулптура и таписерија са најзначајнијим делима од почетка 20. века до седме деценије. Највећи број је настао између два светска рата. Колекција хронолошки започиње делима прве генерације модерниста - Надежде Петровић, Милана Миловановића, Косте Миличевића, Малише Глишића, Љубомира Ивановића, наставља се делима најважнијих представника наше уметности између два светска рата - Саве Шумановића, Петра Добровића, Игњата Јоба, Ивана Радовића, Недељка Гвозденовића, Ивана Табаковића, Живојина Лукића, Сретена Стојановића, Риста Стијовића и др., као и радовима стваралаца друге половине XX века - Петра Лубарде, Јована Бијелића, Мила Милуновића, Марка Челебоновића, Пеђе Милосављевића, Милана Коњовића, Зоре Петровић, Љубице Сокић, Стојана Аралице, Небојше Митрића, Милице Зорић.
Пре отварања Галерије у Новом Саду збирка је била изложена у Народном музеју у Сомбору од 1945. до 1952. и Београду од 1952. до 1957. године у Музеју града Београд када је неколико пута променила поставку.

## Посебне активности
Павле Бељански је посебним Уговором 1965. године установио и „Награду Спомен-збирке Павла Бељанског“ за најбољи дипломски рад из Историје уметности. Као што је колекционирањем био спреман да подржи младе и неафирмисане уметнике, тако је ову награду Бељански замислио као подршку младим историчарима уметности подстичући их у научном раду. Од 2000. године Спомен-збирка омогућује награђеним историчарима уметности да направе ауторску изложбу у Галерији. Награда се додељује сваке године у октобру месецу.
„Меморијал Павла Бељанског“ настао је 1966. године захваљујући поклону колекционарових наследника. Смештен је у посебном изложбеном простору који је накнадно пројектован за ове потребе. Отворен је 24. новембра 1968. године, замишљен као реконструкција животног амбијента Павла Бељанског, са његовим намештајем, сликама, таписеријама, књигама, фотографијама, документима и личним предметима. Мада припада Основном фонду уметничких дела Спомен-збирке, у овом простору изложена је и слика Влаха Буковца „Велика Иза“. Овај простор је реконструисан и поново отворен 19. јуна 2003. године, на дан рођења Павла Бељанског. Тај датум се редовно обележава отварањем нове поставке.
Од 1980. године Спомен-збирка Павла Бељанског бави се и издавачком делатношћу.
Шездесет година рада Галерије обележено је 2021. изложбом Ликови и личности, 50 година Меморијала уметника.

## Публикације (избор)
- 1980. Вера Јовановић, Иван Табаковић и Недељко Гвозденовић: записи и преписка, Спомен-збирка Павла Бељанског, Нови Сад
- 1984. Вера Јовановић, Сликар Богдан Шупут: 1914–1942, Спомен-збирка Павла Бељанског, Нови Сад
- 1987. Вера Јовановић, Судбина уметнина: збирке и дародавци у Војводини, Спомен-збирка Павла Бељанског, Нови Сад
- 1990. Вера Јовановић, Сава Сандић: на распутници српског вајарства, Спомен-збирка Павла Бељанског, Матица српска, Нови Сад
- 1996. Вера Јовановић, Мира Сандић: ликови и облици детињства и младости, Спомен-збирка Павла Бељанског, Нови Сад
- 1996. Вера Јовановић, Лепосава Ст. Павловић: цртежи, (каталог), Спомен-збирка Павла Бељанског, Нови Сад
- 1996. Драгана Бошковић, Ликовна радионица Спомен збирке Павла Бељанског, (каталог), Спомен збирка Павла Бељанског, Нови Сад
- 1997. Вера Јовановић, Паја Павле Радовановић: 1923–1981, Спомен-збирка Павла Бељанског, Архив Војводине, Музеј Војводине, Нови Сад
- 1998. Нада Станић, Михајло Томић: цртежи, (каталог), Спомен-збирка Павла Бељанског, Нови Сад
- 1999. Ремек-дела у очима малих мајстора, (каталог), Спомен збирка Павла Бељанског, Нови Сад
- 1999. Јасна Јованов, Сретен Стојановић: 1889–1960, (каталог), Спомен-збирка Павла Бељанског, Нови Сад
- 2000. Тијана Палковљевић, Видосава Ковачевић – сликарка особеног потеза: 1889–1913, (каталог), Спомен збирка Павла Бељанског, Нови Сад
- 2000. Драгана Бошковић, Коста Хакман, (каталог), Спомен збирка Павла Бељанског, Нови Сад
- 2001. Богдан Шупут: цртежи и слике, (каталог, уредила Јасна Јованов), Спомен-збирка Павла Бељанског, Нови Сад
- 2001. Јелена Пераћ, Сликар Живко Петровић: 1806–1868, (каталог), Спомен-збирка Павла Бељанског, Нови Сад
- 2001. Милана Квас, Сава Шумановић – од цртежа ка слици, (каталог), Спомен-збирка Павла Бељанског, Нови Сад
- 2001. Милана Квас, Изложба студената Академије уметности у Новом Саду, (каталог), Спомен-збирка Павла Бељанског, Нови Сад
- 2002. Милица Орловић, Изложба радова студената друге године ликовног одсека у оквиру предмета ликовни елементи, (каталог), Спомен-збирка Павла Бељанског, Нови Сад
- 2002. Ликовна радионица, (каталог), Спомен-збирка Павла Бељанског, Нови Сад
- 2002. Горана Јанчић, Сликарство српског интимистичког круга, (каталог), Спомен-збирка Павла Бељанског, Нови Сад
- 2002. Драгана Бошковић, Омаж Милици Зорић (1909–1989), (каталог), Спомен-збирка Павла Бељанског, Нови Сад
- 2003. Јасна Јованов, Недељко Гвозденовић у Спомен збирци Павла Бељанског, (каталог), Спомен-збирка Павла Бељанског, Нови Сад
- 2003. Јасна Јованов, Марко Челебоновић у Спомен збирци Павла Бељанског, (каталог), Спомен-збирка Павла Бељанског, Нови Сад
- 2003. Милица Орловић, Мозаик у Спомен-збирци Павла Бељанског, (каталог), Спомен-збирка Павла Бељанског, Нови Сад
- 2003. Валентина Брдар, Од Париса до Брашована: архитектура јавних здања у Новом Саду између два светска рата, (каталог), Спомен-збирка Павла Бељанског, Нови Сад
- 2003. Милица Орловић, Изложба студената друге године Академије уметности, (каталог), Спомен збирка Павла Бељанског, Нови Сад
- 2004. Милица Орловић, Прича у стрипу у Спомен збирци Павла Бељанског, (каталог), Спомен-збирка Павла Бељанског, Нови Сад
- 2004. Владимир Симић, Портрет детета у српском сликарству 19. века, (каталог), Спомен-збирка Павла Бељанског, Нови Сад
- 2004. Милана Квас, Сећање на Лубарду: избор из јавних и приватних колекција Новог Сада, (каталог), Спомен збирка Павла Бељанског, Нови Сад
- 2005. Милица Орловић, Колаж и још по нешто, (каталог), Спомен-збирка Павла Бељанског, Нови Сад
- 2005. Милица Орловић, Изложба студенских радова Академије уметности, (каталог), Спомен збирка Павла Бељанског, Нови Сад
- 2006. Александра Нећаков, Тачка до тачке, (каталог), Спомен-збирка Павла Бељанског, Нови Сад
- 2006. Јасна Јованов, Милан Коњовић: четврта деценија, (каталог), Спомен-збирка Павла Бељанског, Нови Сад
- 2006. Константин Новаковић, Живко Стојсављевић: живот и дело, (каталог), Спомен-збирка Павла Бељанског, Нови Сад
- 2006. Јасна Јованов, Ристо Стијовић, (каталог), Спомен збирка Павла Бељанског, Нови Сад
- 2006. Катарина Амброзић, Ристо Стијовић (1894–1974), (приредила Јасна Јованов), Библиотека града Београда, Спомен-збирка Павла Бељанског, Нови Сад
- 2006. Милица Орловић, Изложба радова студената II године Академије уметности, (каталог), Спомен збирка Павла Бељанског, Нови Сад
- 2007. Александра Нећаков, Петар Лубарда у очима детета: од реализма ка апстракцији, (каталог), Спомен збирка Павла Бељанског, Нови Сад
- 2007. Јасна Јованов, Даница Јовановић, (каталог), Спомен збирка Павла Бељанског, Нови Сад
- 2007. Јасна Јованов, Даница Јовановић, Спомен-збирка Павла Бељанског, Нови Сад; Народна библиотека „Ђорђе Натошевић”, Инђија; TOPY, Београд; Војноиздавачки завод, Београд
- 2007. Ноћ париских музеја: Thierry Nectoux, (каталог), Спомен-збирка Павла Бељанског, Нови Сад
- 2007. Александра Нећаков, Изложба радова студената друге године Академије уметности у Новом Саду, (каталог), Спомен-збирка Павла Бељанског, Нови Сад
- 2008. Милица Орловић-Чобанов, Игре и маштања, (каталог), Спомен збирка Павла Бељанског, Нови Сад
- 2008. Александра Нећаков, Душан Маринковић: светлост и време у пролазу, (каталог), Спомен збирка Павла Бељанског, Нови Сад
- 2008. Јасна Јованов, Стеван Алексић: 1886–1923, Спомен-збирка Павла Бељанског, Матица српска, Нови Сад
- 2008. Јулијана Стевановић, Буђење емоција: фотографије Стефана Лупина, (каталог), Спомен-збирка Павла Бељанског, Нови Сад
- 2008. Милица Орловић-Чобанов, Изложба студената Академије уметности у Новом Саду: ликовни елементи, (каталог), Спомен-збирка Павла Бељанског, Нови Сад
- 2009. Милица Орловић-Чобанов, Чаролија од крпица, (каталог), Спомен збирка Павла Бељанског, Нови Сад
- 2009. Milana Kvas, Japanske grafike – slike efemernog sveta, (katalog), Spomen zbirka Pavla Beljanskog, Novi Sad
- 2009. Milana Kvas, Light my fire, (katalog), Spomen zbirka Pavla Beljanskog, Novi Sad
- 2009. Милица Орловић-Чобанов, Дела по мери младих уметника, (каталог), Спомен збирка Павла Бељанског, Нови Сад
- 2009. A vil ágpolgar Todor Manojlović, (Ki állítaskatalógus és tudományos tanácskozás kötete, szerkesztő Jasna Jovanov), Pavle Beljanski Emlékgyűjtemény, Újvidék
- 2009. Todor Manojlović: građanin sveta, (katalog izložbe i zbornik radova sa naučnog skupa, uredila Jasna Jovanov), Spomen zbirka Pavla Beljanskog, Novi Sad
- 2009. Сећање на Љубицу – Цуцу Сокић (1914 – 2009), (каталог), Спомен збирка Павла Бељанског, Нови Сад
- 2010. Jasna Jovanov, Kreativni univerzum Marka Čelebonovića, Francuski kulturni centar, Beograd; Spomen-zbirka Pavla Beljanskog, Novi Sad
- 2010. Јасна Јованов, Љубица Цуца Сокић, (каталог), Кућа легата-Спомен-збирка Павла Бељанског, Београд-Нови Сад
- 2011. Јасна Јованов, Пастели Љубице Цуце Сокић, (каталог), Галерија РИМА-Спомен-збирка Павла Бељанског , Крагујевац-Нови Сад